# Qottab
Qottab (Perzisch: قطاب, qottâb) is een met amandelen gevuld, gefrituurd gebakje uit de Iraanse keuken, bereid met bloem, amandelen, poedersuiker, plantaardige olie en kardemom. Vooral de Iraanse stad Yazd staat bekend om het maken van qottab, maar het staat evengoed bekend om pashmak (een soort suikerspin).
Qottab evolueerde uit een ouder type gebak dat sanbosag heet. Sanbosag ontwikkelde zich buiten Iran tot samosa, dat onder andere bekend is in de Ethiopische en Zuid-Aziatische keuken.